# برنامج سرهد لدعم الريف
برنامج سرهد لدعم الريف هي أكبر منظمة غير حكومية تعمل على التخفيف من حدة الفقر في شمال غرب باكستان. تم تأسيسها في عام 1989، بهدف الحد من الفقر وضمان وسائل مستدامة لكسب العيش في ما يعرف الآن خيبر بختونخوا في باكستان. البرنامج هو جزء من برامج الدعم الريفي التي بدأها شعيب سلطان خان الحائز على جائزة برنامج الأمم المتحدة للبيئة العالمية قائمة الشرف العالمية 500. وهي الآن أكبر برنامج دعم ريفي إقليمية، مع انتشار واسع النطاق في المجتمعات. في السنوات الأخيرة بسبب انتشارها الواسع كان على البرنامج أن يلعب دورًا بارزًا في الكوارث التي ضربت خيبر باختونخوا. نتيجة لذلك أصبح العمل الإنساني جنبًا إلى جنب مع التنمية من الكفاءات الأساسية للمنظمة.

## التشكيل
بدأت برنامج سرهد لدعم الريف عملياته في عام 1989. تم تأسيسه من قبل أعضاء المجتمع المدني، وأعضاء الحكومة بصفتهم الفردية، وأعضاء الأوساط الأكاديمية والإعلامية والتدريبية. تم إنشاء البرنامج لتكرار نهج برامج الدعم الريفي من المقاطعة التي تسمى الآن خيبر باختونخوا.

## المقاربة
يستند إطار برنامج سرهد على نهج برامج الدعم الريفي لتمكين المجتمع والتنمية الاقتصادية والمعيشية. في قلب هذا النهج يمثل البرنامج الاعتقاد بأن المجتمعات المهمشة والأشخاص المحرومين لديهم القدرة في داخلهم على المساعدة الذاتية. كانت حركة برنامج الدعم الريفي الباكستاني رائدة في التنمية التي يقودها المجتمع المحلي باستخدام نهج مرن ومستقل وحيادي سياسيًا، والذي تم تكراره بنجاح في جميع أنحاء باكستان وكذلك في الهند وبنغلاديش.

## البرامج
برنامج سرهد لدعم الريف متخصص في التعبئة الاجتماعية، والنوع الاجتماعي والتنمية، والبنية التحتية المجتمعية، والتعليم، والتمويل الصغير، وتنمية المشاريع الصغيرة، والحوكمة، وحل النزاعات، والمساعدة الإنسانية، وتنمية الموارد البشرية.
تتضمن مجموعة برامج سرهد الواسعة دعمًا لتطوير واستدامة المجتمع، وتقدم:
- البنية التحتية المادية للمجتمع.
- الطاقة المتجددة.
- الاستثمار المجتمعي وصناديق سبل العيش والائتمان الصغير والبنوك القروية.
- خدمات القطاع الاجتماعي.
- تنمية الموارد البشرية.
- تطوير المشاريع وسلاسل القيمة.
- البرامج الإنمائية والإنسانية.
- التمكين القانوني.
- التعليم.
- الرعاية الصحية.

## الإنجازات
منذ إنشائه، برز البرنامج كأكبر منظمة غير حكومية وغير ربحية في خيبر بختونخوا. وهو يعمل في 22 من أصل 25 منطقة في المحافظة. في عام 2007 أطلقت أيضًا برنامجًا لتمكين المجتمع والتنمية الاقتصادية في أجزاء من المناطق القبلية الخاضعة للإدارة الفيدرالية.
نظم البرنامج أكثر من 21.000 منظمة مجتمعية تغطي 500.000 أسرة، ثلث الأعضاء من النساء. وقد أنشأ أكثر من 7.000 مشروع بنية تحتية صغيرة الحجم بقيمة 32.6 مليار روبية باكستانية يستفيد منها أكثر من 10 ملايين نسمة. تشمل مخططات البنية التحتية المجتمعية الرئيسية الخاصة بها مخططات إمداد مياه الشرب، والطرق والجسور التي تربط بين المزرعة والسوق، ومخططات الصرف الصحي، وقنوات الري، وسدود المياه، والسدود الصغيرة، وإعادة تأهيل المدارس. قام البرنامج أيضًا بتركيب أكثر من 180 محطة طاقة مائية صغيرة عبر خيبر بختونخوا، بقدرات إنتاج تتراوح من 20 كيلو واط إلى 2 ميجا واط.
لعب البرنامج دورًا مهمًا في زيادة الموارد وتقديم المساعدة الإنسانية للمجتمعات المتضررة من الكوارث في خيبر باختونخوا وقد أقرت الحكومة الفيدرالية وحكومة المقاطعة بمساهمته. خلال زلزال عام 2005 ساعد في إعادة بناء 62.000 منزل في واحد من أكبر برامج الإسكان التي يقودها المجتمع، بتمويل من برنامج تخفيف حدة الفقر في باكستان. بالإضافة إلى ذلك تم إعادة بناء 40 مدرسة عامة وخاصة وعامة ومجتمعية لتمكين أكثر من 5.000 طفل من العودة إلى المدرسة. في أعقاب أزمة النازحين في باكستان عام 2009 وفيضانات باكستان عام 2010، برز برنامج إعادة التوطين الاجتماعي كواحد من أكبر الشركاء المنفذين لمفوض الأمم المتحدة السامي لشؤون اللاجئين، حيث وصل إلى أكثر من 3.5 مليون نازح داخلي. وصل البرنامج إلى أكثر من 263.000 أسرة من خلال مشاريعها وبرامجها للاستجابة للفيضانات. ظل برنامج سرهد أحد الشركاء الرئيسيين للحكومة في قطاع الصحة وقام بإدارة 570 وحدة صحية أساسية في جميع أنحاء المقاطعة في 17 منطقة.